# Trechirgau

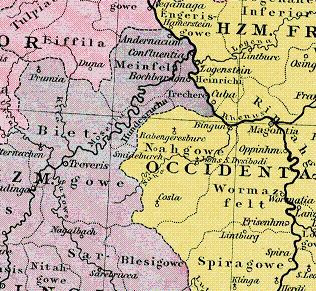
Der Trechirgau (Trechere) neben dem Hundesrucha um 1000

Der Trechirgau (Trechere) war ein mittelalterlicher Verwaltungsbezirk. Er gehörte zum Herzogtum Lothringen. Sein Umfang ist nur grob bekannt und lag ungefähr im Dreieck Enkirch (Mosel), Koblenz und Oberwesel (Rhein).

## Geschichte
Der Trechirgau war eng mit dem Maifeldgau verbunden. Der Hauptort lag in Treis an der Mosel. Der Bezirk um Treis ist als Trigorium urkundlich bekannt. Verwaltet wurde der Gau von Grafen. Als Gaugrafen im Trechirgau sind die Berthold / Beceline nachgewiesen, die Ende des 11. Jahrhunderts ausstarben. 1112 wird ein Adalbert als Graf im Trechirgau genannt. Die weitere Geschichte des Trechirgaues ist unklar. Teile des Gaues erscheinen später u. a. im Besitz der Pfalzgrafen bei Rhein, der Grafen von Virneburg, der Grafen von Sponheim und von Kurtrier.